# Lista över ärkebiskopar av Granada
Följande personer har varit biskopar och ärkebiskopar av Granada (Spanien):

## Biskopar av Elvira (Iliberris)
- Sankt Caecilius
- Leubesindo
- Ameanto
- Ascanio
- Julian
- Augustulo
- Marturio
- Gregor I
- Peter I
- Fabiano (omkring 300–306)
- Honasterio
- Optato
- Peter II
- Zoilo
- Gregorius av Elvira (353–393)
- Johannes I
- Valerio
- Lusidio
- Johannes II
- Johannes III
- Urso
- Johannes IV
- Johannes V
- Mancio
- Respecto
- Cariton (nämnd 516–517)
- Peter III
- Vicente
- Honorio
- Esteban (nämnd 589)
- Baddo (nämnd 597)
- Bísino (nämnd 610–619)
- Felix
- Eterio (nämnd 633–646)
- Aga (nämnd 653)
- Antonio
- Argibado (nämnd 681–683)
- Argemiro
- Bapirio
- Johannes VI. (nämnd 688)
- Ceterio (nämnd 693)
- Trectemundo
- Dadila
- Adica
- Egila (omkring 775–784)
- Daniel
- Gervasio
- Turibio
- Ágila
- Gebuldo
- Sintila
- Samuel I (850–864)
- Gervasio
- Recaredo
- Manila
- Sennaion
- Nifridio (nämnd 939)
- Samuel II
- Pantaleón
- Gundaforio
- Pirrivio
- Gapio
- Recemundo (nämnd 962)

## Biskopar av Granada
- Pedro Nicolás Pascual de Valencia
- Gonzalo de Valbuena (1437–1442)
- Juan de Haterano (1442)
- Diego de Guadalajara (1447)
- Francisco de Lausana (1461)
- Hernando de Castilla (1473)
- Juan de Pastor (1479)

## Ärkebiskopar av Granada
- Hernando de Talavera (1492–1507)
- Antonio de Rojas Manrique (1507–1524)
- Francisco de Herrera (1524–1524)
- Pedro Portocarrero (1525–1526)
- Pedro Ramiro de Alva (1526–1528)
- Gaspar Ávalos de la Cueva (1528–1542)
- Fernando Niño de Guevara (1542–1546)
- Pedro Guerrero (1546–1576)
- Juan Méndez de Salvatierra (1577–1588)
- Pedro Vaca Castro y Quiñones (1589–1610)
- Pedro González de Mendoza, O.F.M. (1610–1616)
- Felipe de Tassis y Acuña (1616–1620)
- Garcerán Albanell (1620–1626)
- Agustín de Espínola (1626–1630)
- Miguel Santos de San Pedro (1630–1633)
- Fernando de Valdés y Llanos (1633–1639)
- Martín Carrillo de Alderete (1641–1653)
- Antonio Calderón (1654–1654)
- José de Argáiz (1654–1667)
- Diego Escolano y Ledesma (1668–1672)
- Francisco Roiz y Mendoza (1673–1677)
- Alonso Bernardo de los Ríos y Guzmán (1677–1692)
- Martín de Azcargorta (1693–1719)
- Francisco de Perea y Porras (1720–1723)
- Felipe de los Tueros y Huerta (1724–1751)
- Onésimo de Salamanca (1752–1757)
- Pedro Antonio Barroeta y Ángel (1757–1775)
- Antonio Jorge y Galván (1776–1787)
- Basilio Tomás Sancho Hernando, Sch.P. (1787–1787)
- Juan Manuel Moscoso y Peralta (1789–1811)
- Blas Joaquín Álvarez de Palma (1814–1837)
- Juan José Bonel y Orbe (1838–1847)
- Luis Antonio Figueras y Sión (1848–1850)
- Salvador Reyes y García de Lara (1851–1865)
- Bienvenido Monzón Puente (1866–1885)
- José Moreno y Mazón (1885–1905)
- José Meseguer y Costa (1905–1920)
- Vicente Casanova y Marzol (1921–1930)
- Agustín Parrado García (1934–1946)
- Balbino Santos Olivera (1946–1953)
- Rafael García y García de Castro (1953–1974)
- Emilio Benavent Escuín (1974–1977)
- José Méndez Asensio (1978–1997)
- Antonio Cañizares Llovera (1997–2002)
- Francisco Javier Martínez Fernández (2003–)